# Leberecht Maercker
Johann Samuel Leberecht Maercker (* 1808; † 1878) war ein deutscher Instrumentenbauer in Halle (Saale). Er gründete 1832 ein Unternehmen, das bis 1907 Klaviere und andere Musikinstrumente handwerklich fertigte.
Maercker hatte vier Söhne, einer davon, Bernhard Maercker, übernahm 1878 den Betrieb. Ein weiterer Sohn, Hermann Maercker, gründete um 1896 das Handelsunternehmen Maercker & Co., welches Klaviere aus eigener Herstellung, aber auch Instrumente fremder Unternehmen verkaufte. 1906 wurde die Werkstatt durch einen Brand zerstört, im darauf folgenden Jahr ging auch das Handelsunternehmen in Konkurs.
Der Handel mit Klavieren wurde nach dem Ersten Weltkrieg wieder aufgenommen, die Fa. Maercker & Co. existierte in Halle/S. bis 1983. Das Familienunternehmen Maercker ist bis heute im Service und Handel mit Klavieren tätig.